# 724 Hapag
724 Hapag
724 Hapag là một tiểu hành tinh ở vành đai chính. Nó được Johann Palisa phát hiện ngày 21.10.1911 ở Viên, được đặt tên tạm là 1911 NC và tên chính thức theo tên hãng tàu thủy Hamburg America Line (HAPAG).
Đây là một tiểu hành tinh bị thất lạc, được T. Hioki và N. Kawasato tái phát hiện năm 1988 ở Okutama, (Nhật Bản) và được đặt tên tạm "1988 VG2".